# Miraklets Fald
Miraklets Fald (Roman) er den danske forfatter Christian Reslows debutroman fra 2010.
Bogen blev udgivet under genrebetegnelsen; Science-Fantasy Thriller – samme genre som George Lucas' Star Wars-serie.
Bogen er på 398 sider, med forsideillustration af Søren Klok.
Romanen høstede overvejende positive anmeldelser ved sin udgivelse, omend visse kritikere var utilfredse med, at forfatteren ikke forklarede nok om selve multi-dimensions teorien, der var en væsentlig del af bogens tema.

## Synopsis
Historien udspiller sig omkring to kvinder, der bytter plads på tværs af to dimensioner.
Den ene kvinde, Anni Browers, lever i (hvad formodes at være) vores verden, hvor hun arbejder som læge på Sct. Josephs hospital, i den fiktive by Pinaceae Falls. Den anden kvinde, kun kendt som Nina hele bogen igennem, er en rebelsk overlevende i en verden, der er lagt øde i et form for ørkenlandskab.
I Ninas verden findes en diskret anordning, ved navn 'Fendahlisken', der kan placeres mod brugerens lår og tillade denne at springe imellem to dimensioner. Idet Nina finder og aktiverer denne anordning, springer hun over i Annis verden og bytter derfor plads med hende – en nødvendig betingelse for, at maskinen i det hele taget virker. Resten af historien er en hæsblæsende menneskejagt, hvori Nina jages af vores verdens politi og Anni jages af Ninas verdens svar på pirater.
Bogen beskriver udpenslet vold i meget grafiske beskrivelser.
Adskillige steder, hændelser og personer kan forbindes med andre historier, skrevet af Christian Reslow, såsom byen Sunshine Fields – der også er at finde i den korte novelle 'Jack Jaws'.
Selve teorien vedr. de alternative dimensioner bliver aldrig forklaret i løbet af romanen og kan derfor tolkes på forskellige måder; 
Enten er Ninas verden; 'ødemarken' en fremtidig udgave af vores egen, hvilket ville forklare lighederne mellem sprogene og religionerne – og i så fald er Mekanismen; 'Fendahlisken' i virkeligheden en tidsmaskine. Ellers er der tale om to dimensioner, der har udviklet sig ens, indtil den ene dimension er blevet ramt af en krigskatastrofe eller lignende. I sidstnævnte tilfælde må man undres over de sproglige ligheder, samt det teologiske tema, der går igen igennem bogen.